# Bolitoglossa lignicolor
Bolitoglossa lignicolor es una especie de salamandras en la familia Plethodontidae.
Habita en Costa Rica y Panamá, incluyendo a la isla de Coiba.
Su hábitat natural son bosques húmedos tropicales o subtropicales a baja altitud.
Está amenazada de extinción debido a la destrucción de su hábitat.